# Villa gallo-romaine de Montcaret
La villa gallo-romaine de Montcaret est une villa gallo-romaine située à Montcaret, en France, classée monument historique. Les vestiges ont été partiellement dégagés entre 1921 et 1939. Ils correspondent à la partie résidentielle de la villa et ont conservé en place d'importants éléments de mosaïques. D'après ces mosaïques qui décoraient de grandes salles de réception et des thermes privés agencés autour d'une vaste cour, l'archéologue Catherine Balmelle rattache la villa de Montcaret aux luxueuses demeures aristocratiques d'Aquitaine des IVe siècle et Ve siècle. Les vestiges et le musée attenant sont visitables toute l'année.

## Localisation
Le site archéologique de Montcaret est situé dans le département français de la Dordogne, sur la commune de Montcaret, sur une butte à proximité de la route qui relie Castillon-la-Bataille à Sainte-Foy-la-Grande et à Bergerac, à quelques kilomètres du cours de la Dordogne.
L’emplacement de la villa est à 30 mètres d’altitude sur les premiers contreforts du plateau qui domine la rive droite de la Dordogne, situation qui la met à l’abri des inondations et des vents du nord. La présence de sources résurgentes assure son approvisionnement en eau. Enfin la villa est à proximité du tracé présumé de la voie antique reliant Burdigala (antique Bordeaux) à Vesunna (Périgueux).

## Découvertes

### Trouvailles auXIXesiècle
Quelques découvertes fortuites au cours du XIXe siècle démontrent l'existence d'une implantation antique romaine à Montcaret, mais elles restent sans lendemain. En 1827, le creusement d’un lavoir met au jour des murs et une mosaïque antiques, qui sont réutilisés comme fond du lavoir. En 1873, lors du nivèlement du terrain de la future gare, le curé de Montcaret, l’abbé Delpeyrat, repère ce qu’il qualifie de « tombeau », une tombe antique construite en tegulae et contenant deux urnes avec des restes d’incinération d’un enfant. Il intéresse à ses découvertes antiques un de ses élèves, Pierre Tauziac (1866-1941), qui va consacrer ses efforts à la recherche archéologique sur Montcaret.
Dans le cimetière implanté autour de l’église du village, le creusement de nouvelles tombes atteint souvent des mosaïques ou déterre des monnaies et des fragments de céramiques, qui alimentent la collection de Tauziac. Dans une tranchée ouverte dans le prolongement du cimetière, sont extraites des monnaies de bronze émises sous les Antonins, les Sévères et les Constantiniens.

### Fouilles de 1921 à 1939
Pendant des années, Tauziac tente d’attirer l’attention des autorités publiques sur le potentiel archéologique de ce cimetière, mais il ne rencontre que du désintérêt, et parfois même de l’hostilité, car à cette époque, les sites préhistoriques du Périgord monopolisent les recherches. Il doit attendre 1919, pour que le marquis de Fayolle, président de la société archéologique du Périgord, signale l’intérêt de Montcaret au ministère des Beaux-Arts. Le ministère envoie en 1920 Jules Formigé, architecte en chef des Beaux-Arts, effectuer des sondages dans le cimetière désaffecté. À partir de 1921 et sous la direction de Formigé, Tauziac et Auguste Conil, directeur de la société archéologique de Bordeaux, décédé le 13 février 1942, fouillent l’ancien cimetière tout autour de l’église.
Dans la partie ouest du cimetière, les fouilleurs découvrent d'abord des tombes, sarcophages monolithes, cercueils de dalles et tombes en maçonneries, superposées jusqu'à trois niveaux en certains points, parfois creusés dans l'épaisseur de murs plus anciens. Ils relèvent quelques objets qu’ils datent de l'époque mérovingienne : une francisque, une croix-reliquaire en bronze. Au niveau inférieur de la fouille de ce secteur, on découvre une monnaie de bronze de Constantin incluse dans un mur de soutien des mosaïques, ce qui situe leur réalisation au IVe siècle. Enfin, parmi les nombreux fragments de céramique sigillée mêlés aux déblais, des coupelles portent l’estampille Eppiae, marque d’Eppuis, potier à Montans (Tarn) dans les années 90-100 apr. J.-C..
Le site est classé au titre des monuments historiques en 1926 et 1935 et est décrit dans la base Mérimée comme un ensemble thermal, interprétation qui est rectifiée par les études archéologiques ultérieures.
En 1936, à 300 mètres à l’est du bourg, les restes de deux bassins sont fortuitement mis au jour. De forme carrée (1,54 mètre de côté), profonds d’un mètre avec un sol dallé muni d’une cuvette de vidange centrale, ils sont interprétés dans un premier temps comme une installation de meunerie en raison de la découverte à proximité d'une meule à grains. La découverte en Gironde autour des années 1957 de bassins à cuvettes similaires à ceux de Montcaret autorise Jacques Coupry à les identifier comme des cuves viticoles servant au foulage du moût de raisin. Cette installation pourrait faire partie des dépendances agricoles de la villa. Parmi les remblais qui comblaient les cuves, une assiette à marli de type DSP et une épaule d'amphore originaire de Gaza en Palestine, qui est datée du Ve siècle ou plus probablement du VIe siècle, ce qui atteste l'occupation tardive du site et d'un commerce avec l'Orient.
Formigé publie en 1939 une synthèse des travaux de fouilles avec un plan d’ensemble des vestiges,. Il identifie deux grandes périodes d’activité du site. La première à partir du Ier siècle est celle d’un édifice qui selon lui est un complexe thermal, avec une grande salle à abside à l’ouest et un espace dégagé central servant de palestre. Formigé suppose que ce complexe fut détruit lors des incursions barbares en Gaule au cours de la seconde moitié du IIIe siècle. Il situe la seconde phase de reconstruction et d’aménagements au IVe siècle, avec les décors de mosaïques, le remaniement des sous-sols de la salle à abside, l’ajout d’une salle cruciforme à l’ouest et d’une piscine à l’est. Enfin, Formigé interprète la présence de nombreuses tombes dans la salle à abside comme le signe de sa transformation en église, tandis que la salle cruciforme devenait selon lui un baptistère. Les conclusions de Formigé sont reprises en 1944 par Raymond Lantier, qui préfère toutefois considérer l’installation thermale comme la dépendance privée d’une villa, et non un établissement public,.

### Sondages complémentaires

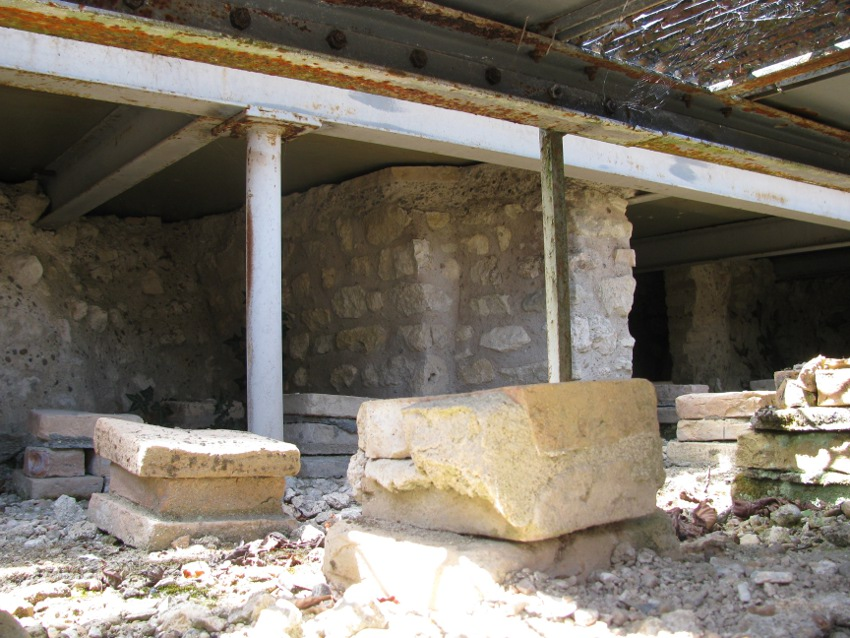
Reste des piles de briques de l'hypocauste (état II de la villa). Au-dessus, plancher de soutien des mosaïques de la grande salle à abside (état III).

Les sondages réalisés en 1947 et 1951 sur la partie ouest par Pierre Grimal, directeur de la circonscription archéologique de Bordeaux, ont permis d’affiner la chronologie de construction des salles à abside et de la salle cruciforme. Grimal identifie trois états successifs de construction. Les vestiges de l'état I, les plus profonds et donc les plus anciens, comportent des pans de murs perpendiculaires correspondant à plusieurs salles et le mur en demi-cercle d’une petite abside. Au stade suivant (état II), la petite abside est comblée ou transformée en cave, et les murs anciens arasés servent de fondations pour la création d’une vaste salle avec une grande abside. Un chauffage par hypocauste dessert cette salle et une pièce annexe cruciforme par l’intermédiaire de conduits verticaux enchâssés dans les murs. Au dernier stade (état III), qui est celui des mosaïques exposées, l’étendue chauffée par hypocauste est réduite, et disparait de la salle cruciforme, car le mortier de pose des mosaïques de cette pièce empiète sur les conduits muraux et les rend inopérants.
En 1966, à l’occasion de la réfection de la clôture du site, l’archéologue Marc Gauthier dégage l’angle nord-ouest de la pièce précédant la grande salle à abside. Il y trouve un sol de mosaïque en motif d’octogone, en partie défoncé par deux tombes.
D’autres travaux ponctuels d’assainissement à la périphérie du site ou d’agrandissement du musée réalisés entre les années 1957 et 1995 permettent d’apporter des précisions de détail au plan des vestiges,.

### La collection Tauziac
Les héritiers de Pierre Tauziac ont fait don à l'État de sa collection. Elle regroupe ses trouvailles faites avant et pendant la fouille du site autour de l'église, mais aussi des objets de provenances diverses, ailleurs sur la commune ou sur le département. Cette hétérogénéité, des discordances avec les notes prises par Auguste Conil et les imprécisions d'inventaire induisent des incertitudes sur la localisation d'origine des pièces archéologiques et leur rattachement certain à la villa gallo-romaine de Montcaret.

## Description

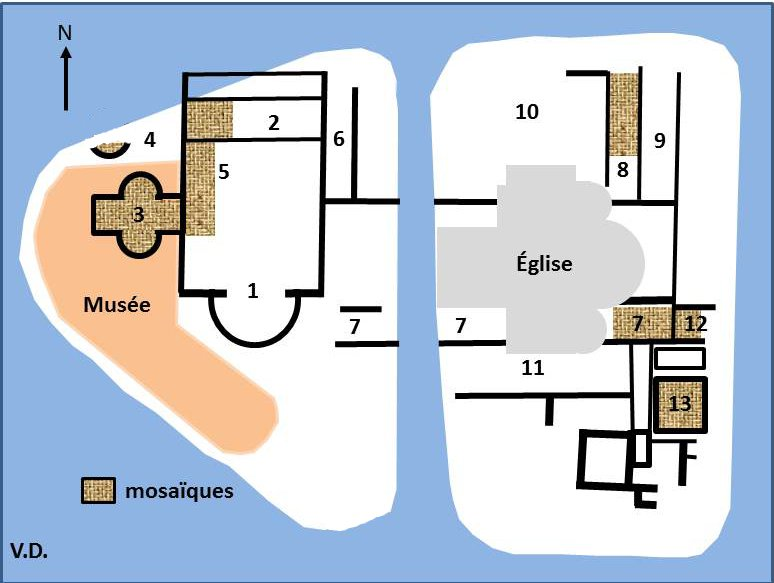
Plan du site. 1=Grande salle à abside, 2=vestibule, 3=salle cruciforme, 4= construction circulaire, 5=zone de l'hypocauste ; 6, 7, 8, 9=galeries, 10=cour, 11=terrasse, 12=entrée des thermes, 13=piscine.

Les vestiges visibles se répartissent sur plusieurs terrasses juxtaposées et occupent une zone d’environ 80 mètres sur 56 mètres entourée par la voirie et coupée en deux par le chemin qui dessert l’église, conservée en place. L’église occupe la partie centrale de la moitié est, tandis que le bâtiment du musée borde les côtés ouest et sud-ouest du site. Un certain nombre de mosaïques réalisées en pierres du pays et en tesselles de terre cuite correspondent à la dernière période d'occupation de la villa. Elles ont été restaurées dans les années 1950 avec des matériaux modernes et sont présentées sur place sous des toits de protection.

### Partie centrale
La partie centrale du site, actuellement coupée par la voie menant à l’église, était occupée par un espace dégagé (10), une cour ou peut-être un jardin, entouré de galeries alignées selon les axes cardinaux. Des sondages ont montré que les galeries à l’ouest (6) et à l’est (8) se prolongeaient vers le nord au-delà de la route moderne. Le sol de la galerie, côté est, a conservé quelques fragments de mosaïques et en fondation un alignement de gros blocs réguliers, vestige du stylobate qui supportait une colonnade ouverte sur la cour-jardin. La galerie sud (7), sur laquelle empiète en partie l’église, menait aux thermes privés situés à l’ouest. Son sol était également couvert sur toute sa longueur d’une mosaïque au motif en écailles. Un mur parallèle à cette galerie soutenait une terrasse (11) face au sud, peut-être un belvédère.

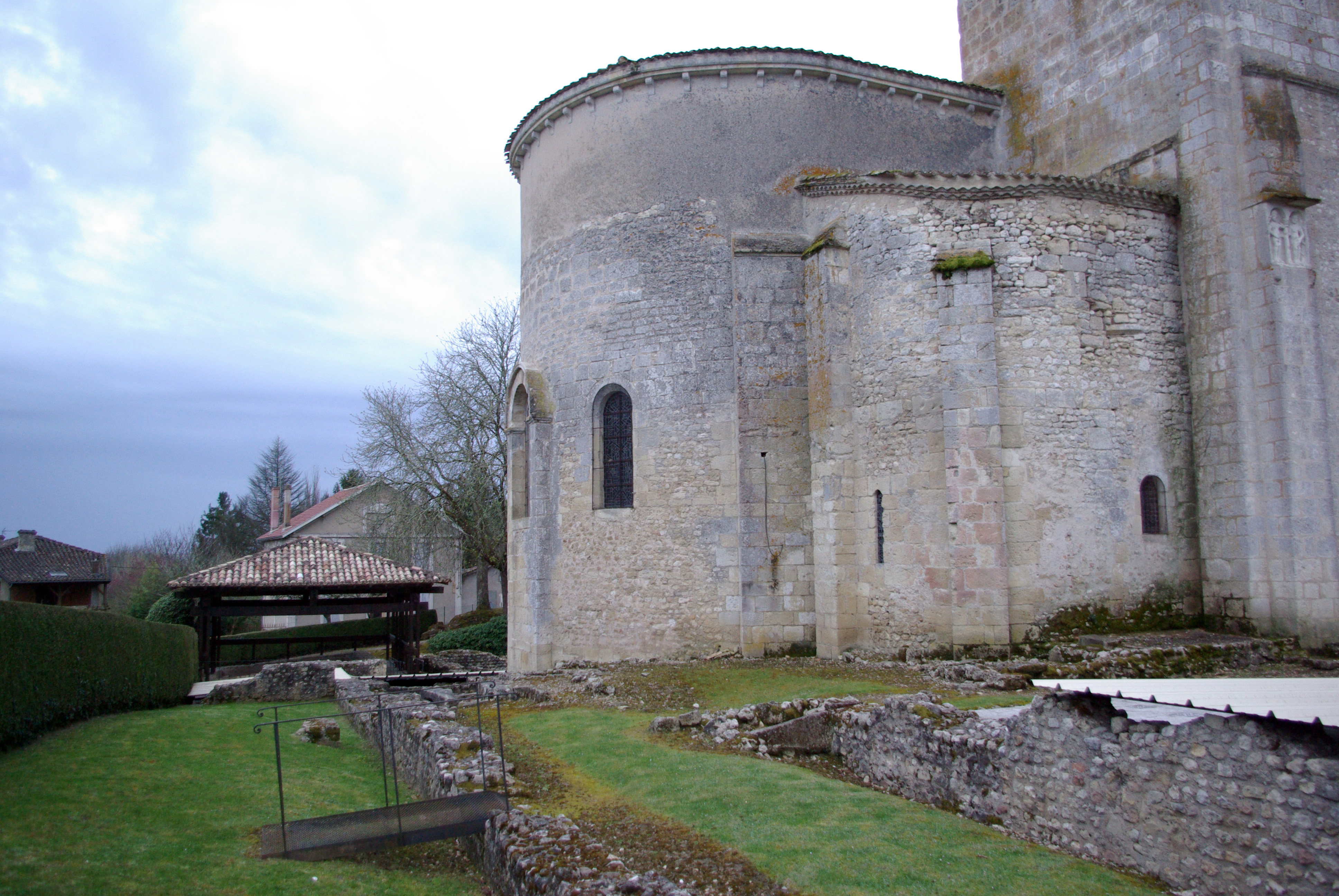
Murs des galeries 8 et 9 du côté est. Le toit en tôle protège une mosaïque.
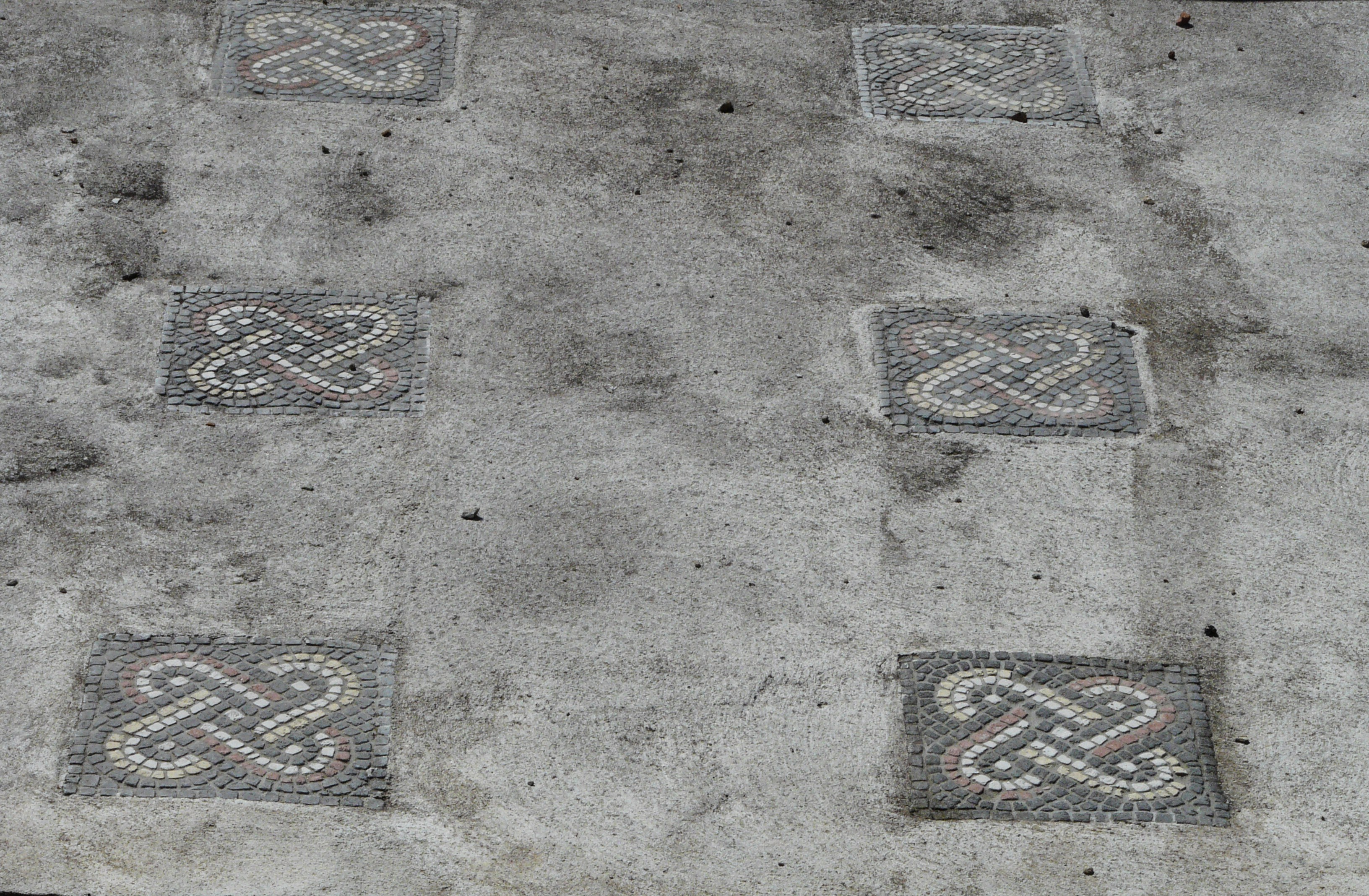
Galerie 8 du côté est : mosaïques en nœud de Salomon.
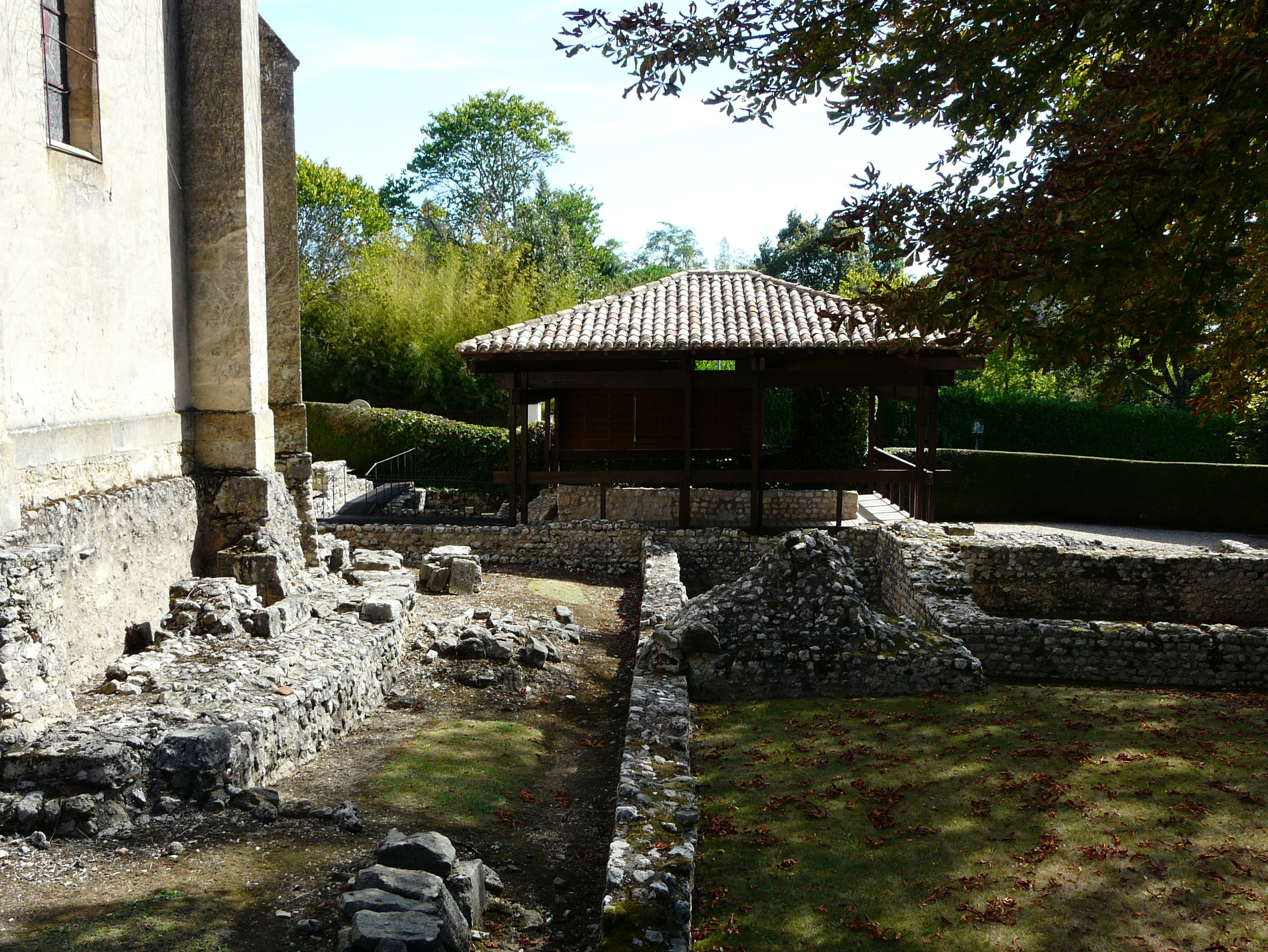
Collatéral de l’église, recouvrant une section de la galerie 7. Au fond, le complexe thermal, où un toit protège la piscine.
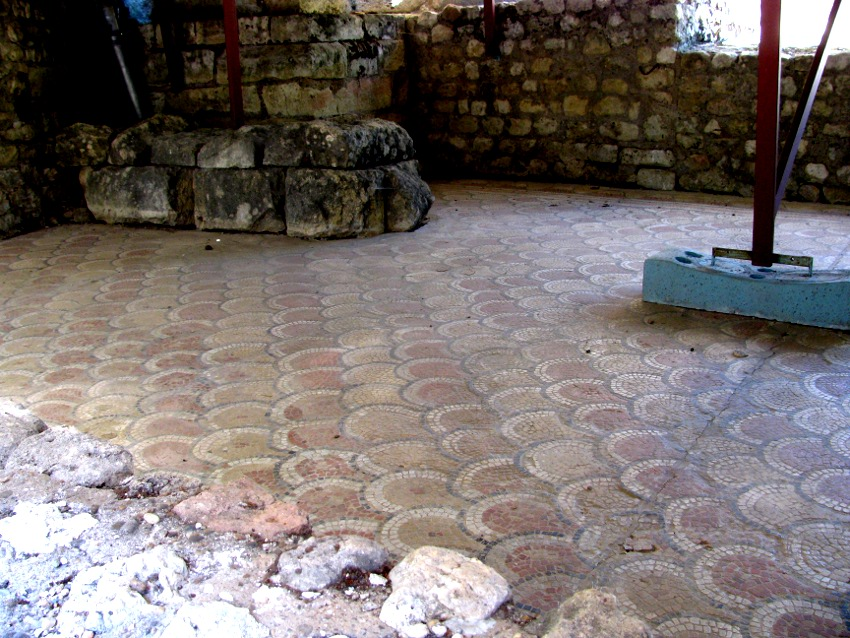
Galerie 7, à l’arrière de l’église. Mosaïque au motif en écailles.

### Secteur Est, les thermes
La galerie (7) menait aux thermes privés. Le sol de l’entrée des thermes (12 sur le plan) est décoré d’une mosaïque figurant sur fond blanc des boucliers antiques (pelte) alternant avec des nœuds de Salomon.
La partie la plus remarquable du complexe thermal est la piscine (13). Les mosaïques figuratives sont assez rares dans le sud-ouest de la Gaule, le plus souvent dans les thermes avec des sujets aquatiques. À Montcaret, le fond de la piscine est couvert d’une mosaïque carrée divisée en seize petits panneaux, dont treize en bon état représentent dans une exécution sommaire des animaux marins : poissons, seiches, coquillages, etc, souvent par paires. Les murs du bassin sont tapissés de carreaux en terre cuite et une marche contre le mur du côté est permettait de s’assoir. Juste à côté de la piscine se trouve une baignoire individuelle au fond plaqué de marbre blanc. Le bassin et la baignoire se vidaient dans un caniveau longeant la piscine.

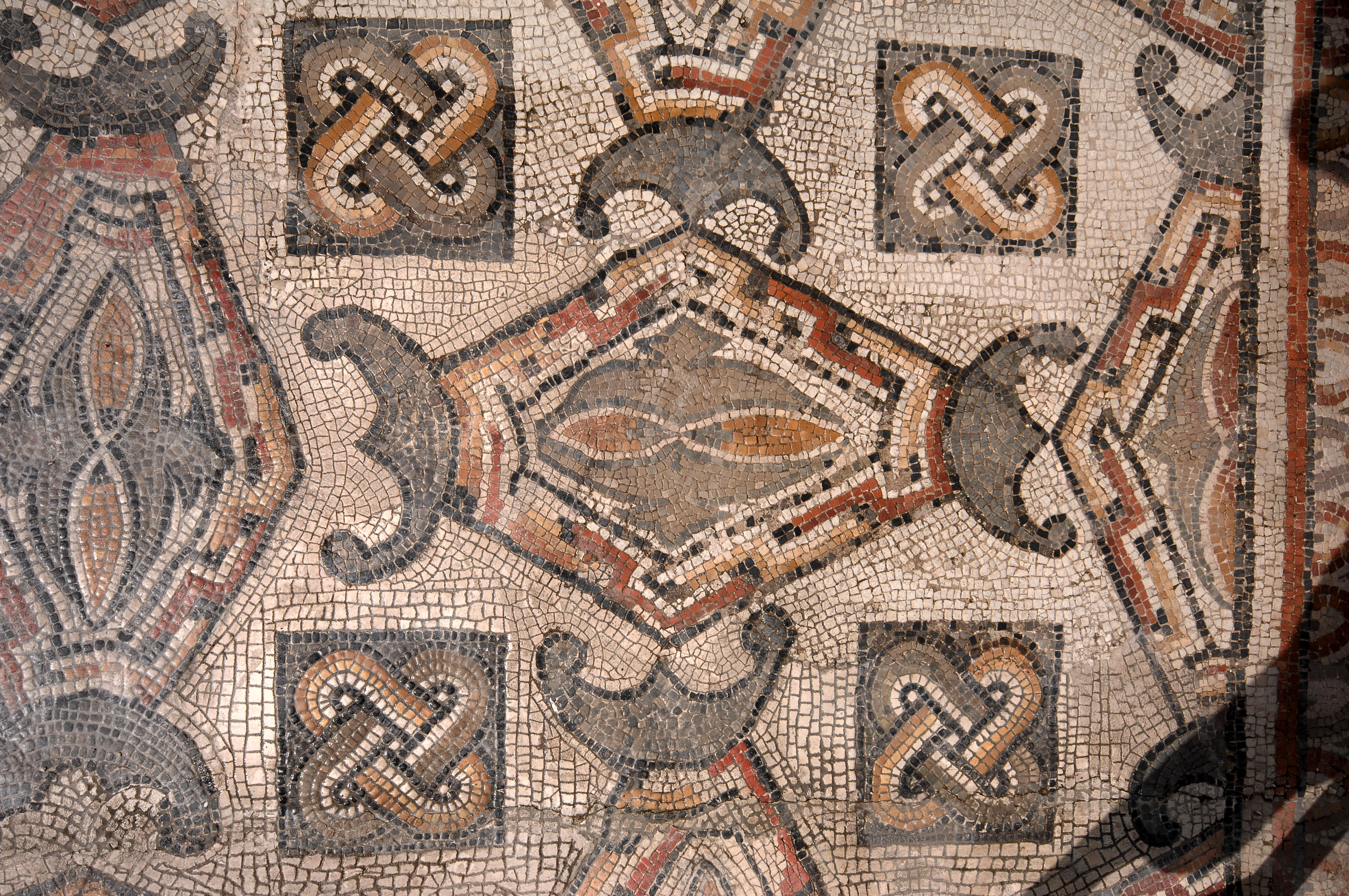
Mosaïques à l'entrée des thermes, décor de boucliers et de nœuds de Salomon.
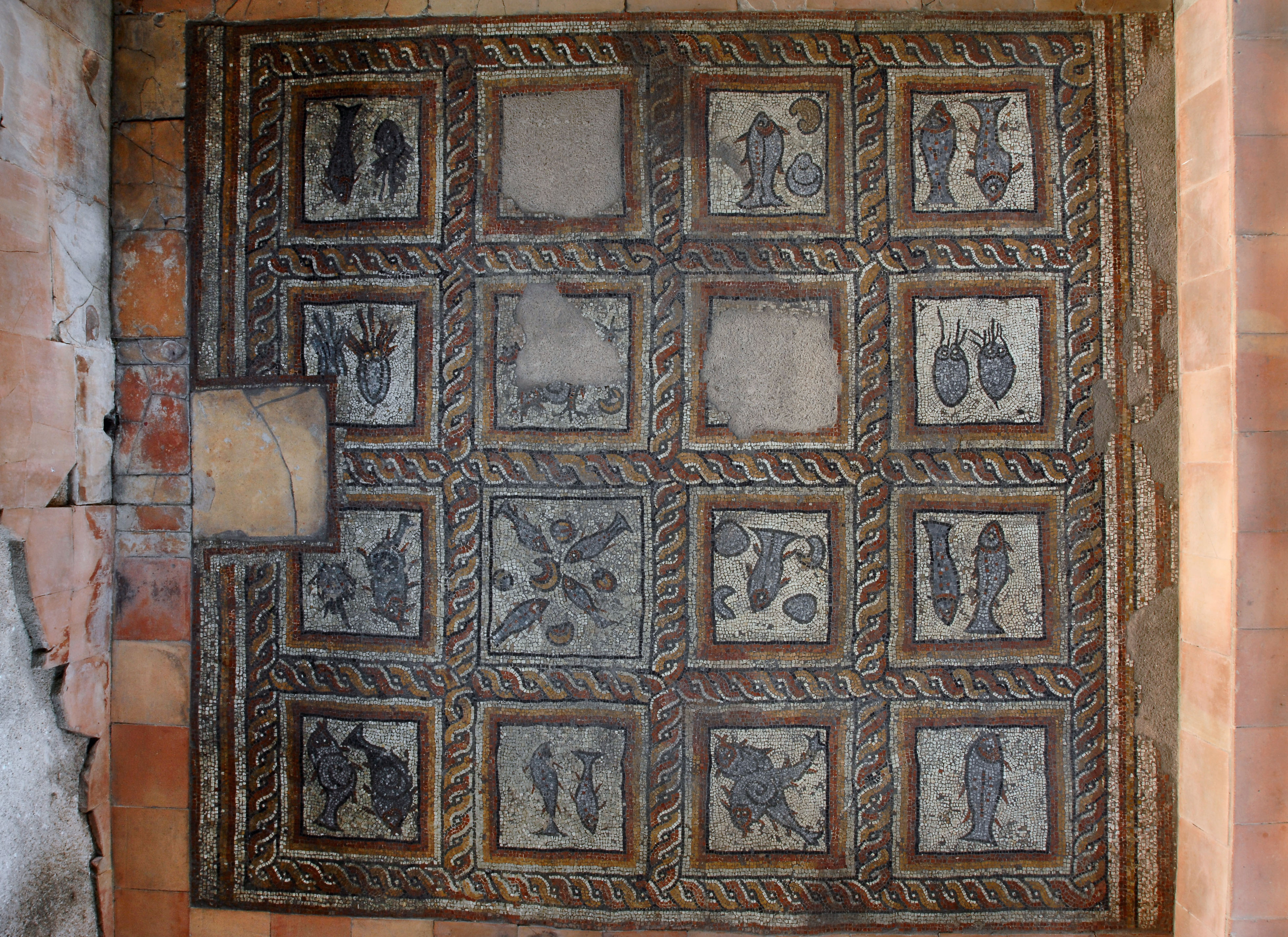
Vue d’ensemble du fond de la piscine.
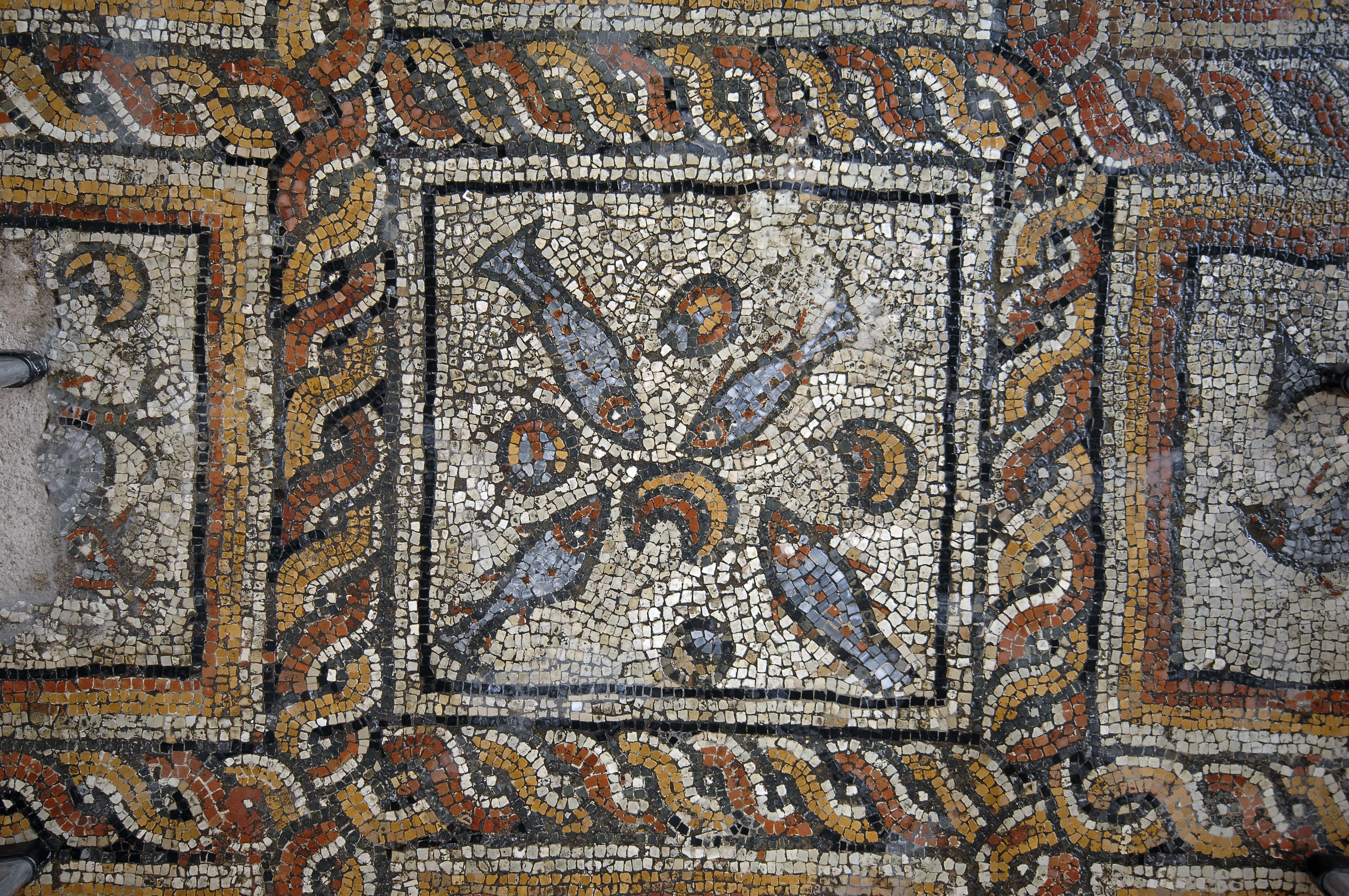
Détail du pavement mosaïqué.
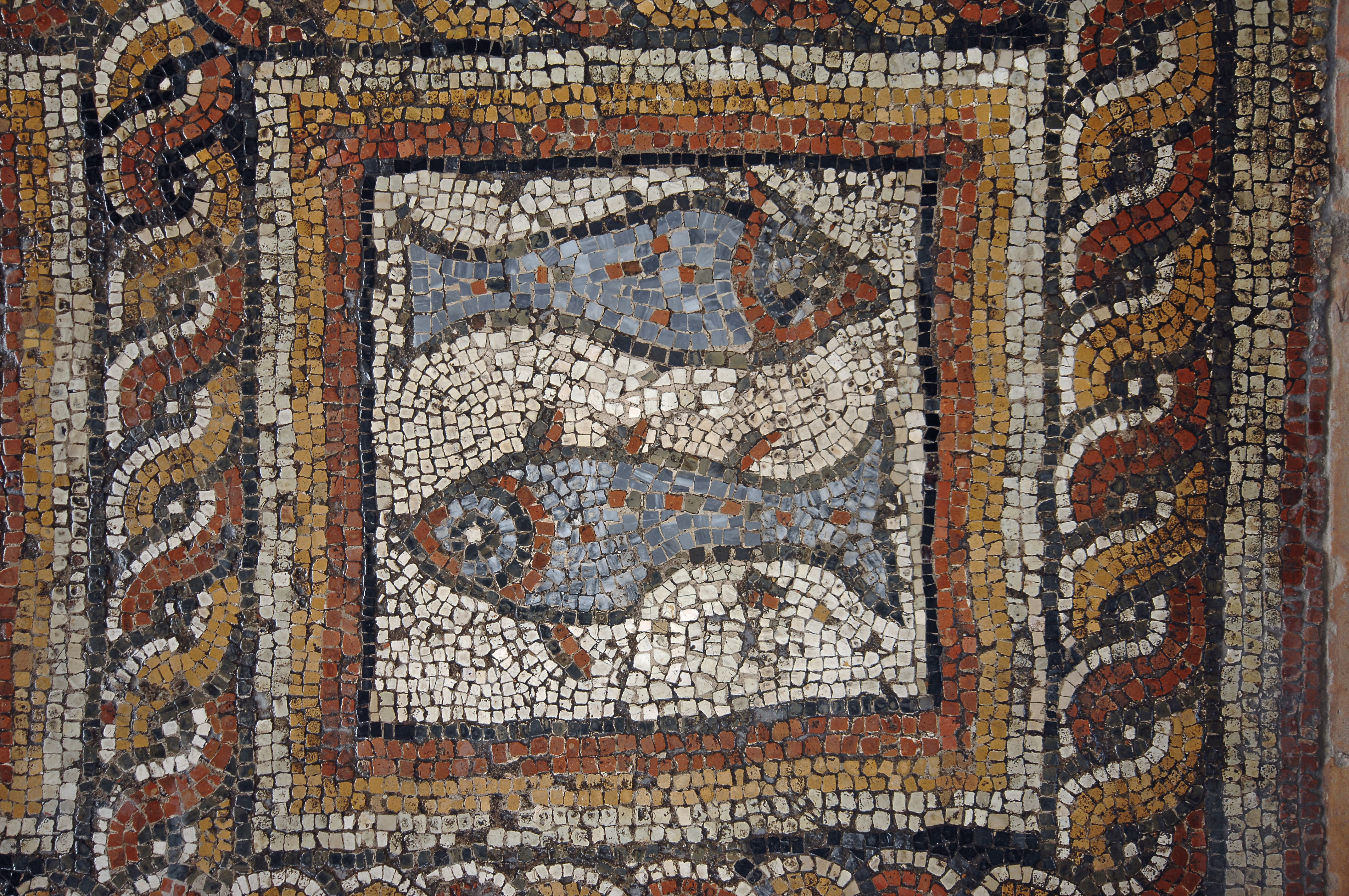
Détail du pavement mosaïqué.
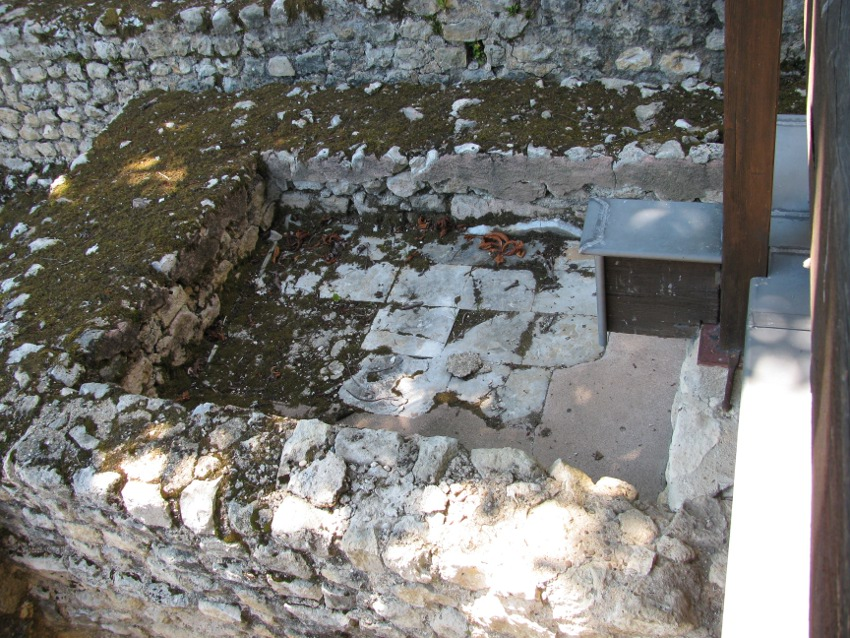
Baignoire individuelle, dallée de marbre.

La piscine se superpose à des constructions plus anciennes qui, d’après des traces d’enduit hydraulique (mortier au tuileau), pourraient être une installation thermale antérieure.

### Secteur Ouest, les salles de réception
Les bâtiments du côté ouest ont été plusieurs fois remaniés au fil des siècles, selon une chronologie qui reste incertaine. Dans leur dernier état, ils sont interprétés comme des pièces de réception qui s’articulent autour d’une grande salle rectangulaire de 350 m2 (numéroté (1) sur le plan), précédée au nord par un vestibule (2) et dotée au sud d’une abside. Le vestibule et la salle étaient décorés d’un sol en mosaïque géométrique, en grande partie disparu. Seul est visible le sous-sol de cette salle, formé de caissons de maçonnerie carrés ou arrondis, subdivisés par un réseau de canaux étroits, dont les archéologues n’ont pas déterminé la fonction de façon certaine. Interprétés par les premiers fouilleurs comme un circuit de diffusion de l’air chaud produit par l’hypocauste situé du côté ouest de la salle, ces canaux pourraient aussi constituer un vide sanitaire contemporain du dernier état de la villa.
La grande salle communique à l’ouest avec une pièce cruciforme (3 sur le plan) dotée de deux petites absides semi-circulaires et d’une troisième carrée. Son sol décoré de mosaïques aux motifs géométriques a été défoncé en plusieurs endroits par des tombes médiévales. L’ensemble est abrité dans une pièce du musée. Un caniveau avec un fond de tuiles ceinture extérieurement les deux salles, ce qui a entraîné la suppression du système de chauffe par le sol. Il semble donc que cette partie de la villa ait connu des problèmes d’assainissement importants, au point de sacrifier le système de chauffage.
Au nord de la salle cruciforme, Formigé a partiellement dégagé une portion de bâtiment circulaire au sol de mosaïque (4 sur le plan). La voirie recouvre le reste de ce bâtiment dont la fonction reste inconnue.

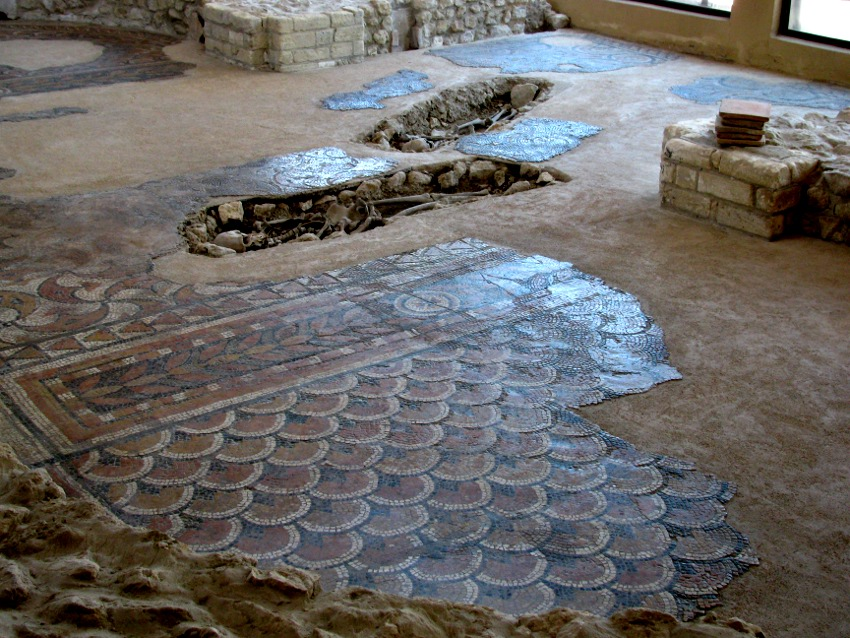
Partie centrale, sol en mosaïque et tombes médiévales.
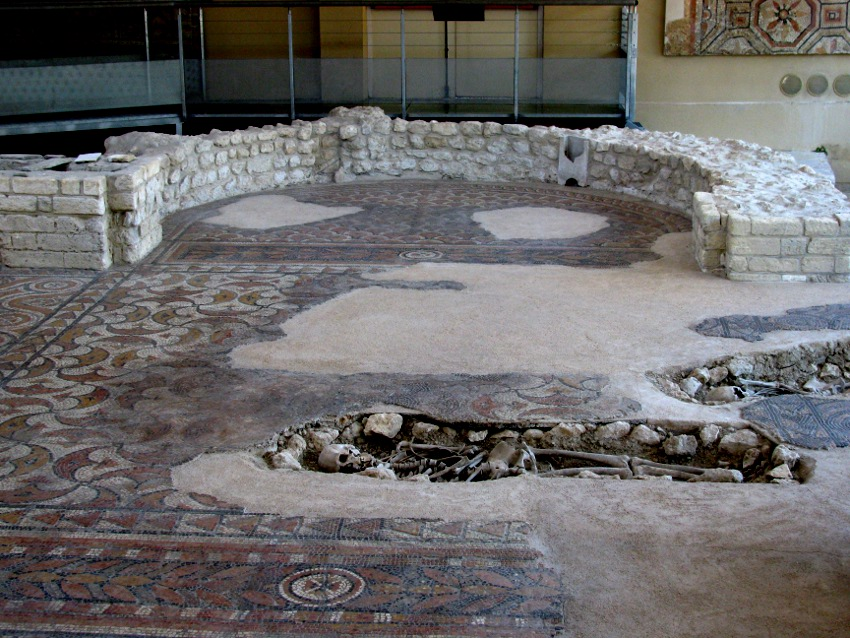
Côté nord aménagé en abside.
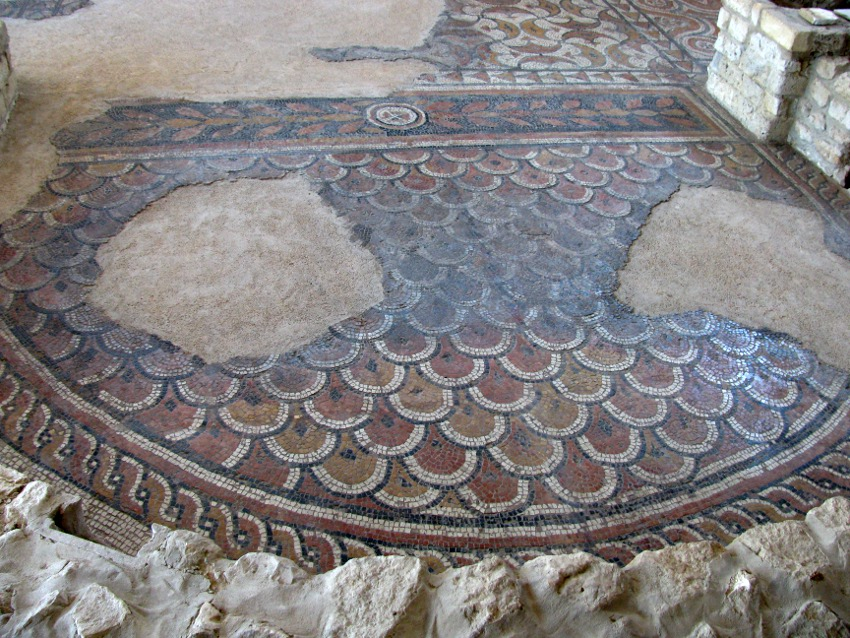
Abside nord, avec un conduit en terre cuite incrusté dans le mur, vestige du système de chauffage.
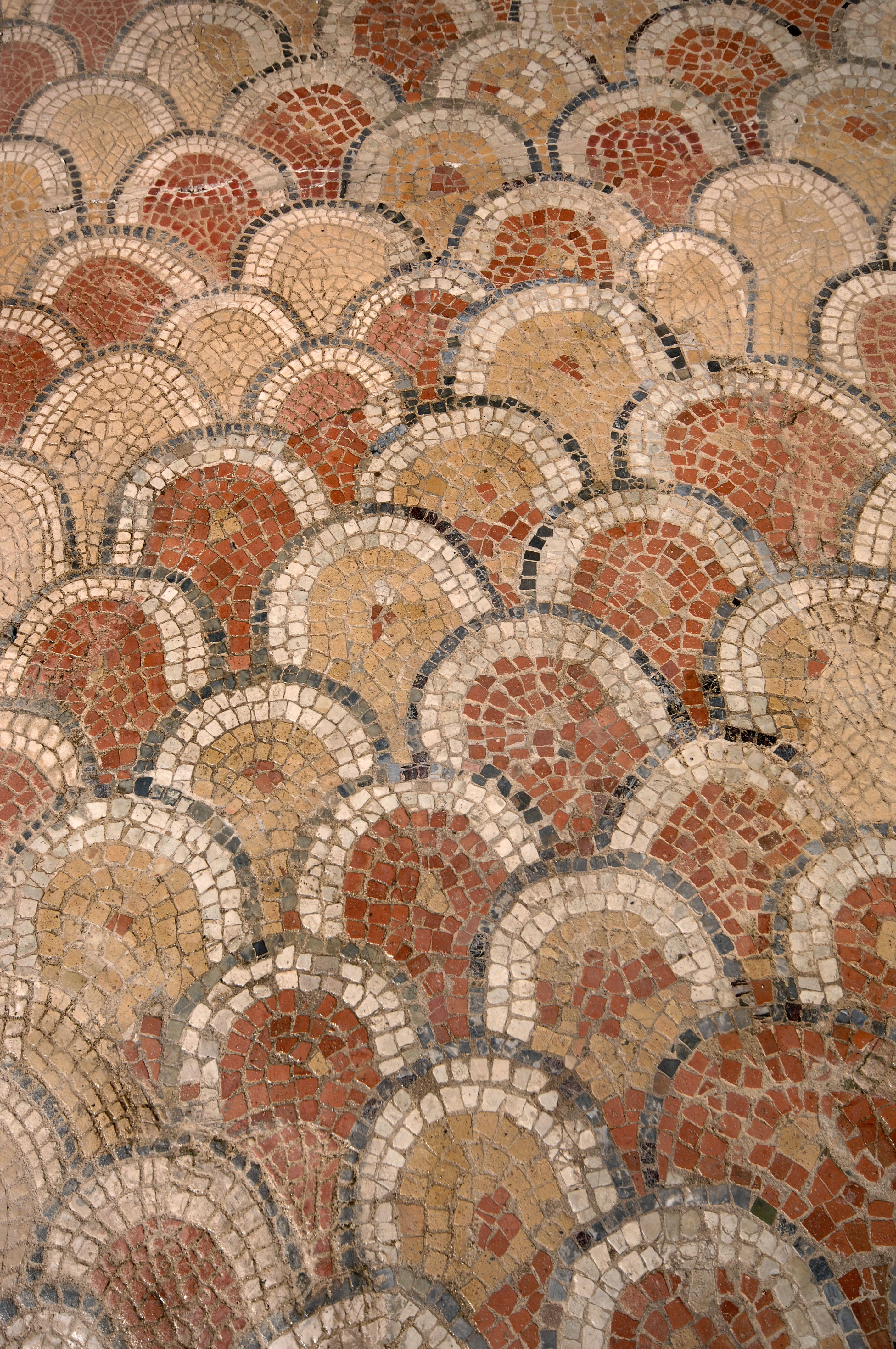
Détail du pavement mosaïqué.
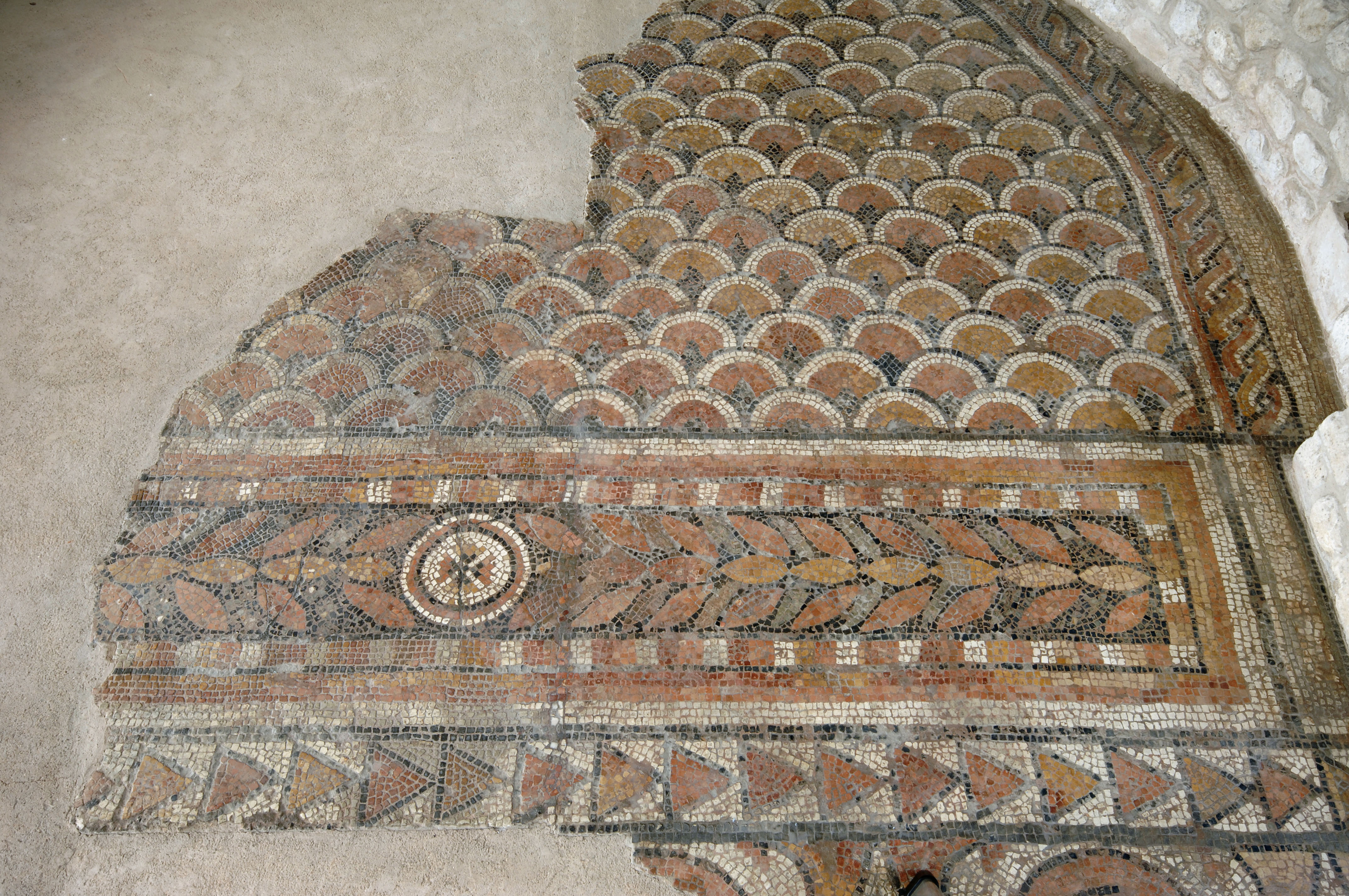
Salle cruciforme ou triclinium, détail du pavement mosaïqué.